# 16-я дивизия морской пехоты (вермахт)
16-я дивизия морской пехоты (нем. 16. Marine-Infanterie-Division) — военное подразделение морской пехоты Вермахта, не сформированное де-факто. Некоторые солдаты этого подразделения участвовали в сражениях Второй мировой войны. Дивизию планировалось сформировать на основе добровольцев из двух других «бумажных» пехотных дивизий — 219-й и 703-й.

## Состав
- 161-й полк морской пехоты
- 162-й полк морской пехоты
- 163-й полк морской пехоты
- 4-й полк морских инженеров

## Командование
- Командир дивизии — капитан цур зее Карл Холльвег
- Командир 161-го полка — капитан цур зее Махнер (база Стеенвийк)
- Командир 162-го полка — капитан цур зее Цаубцер (база Ассенс)
- Командир 163-го полка — капитан цур зее Сур (база Гронинген)